# Mieza (Salamanca)
Mieza és un municipi de la província de Salamanca a la comunitat autònoma de Castella i Lleó. Limita amb La Zarza de Pumareda a l'Est, Vilvestre al Sud, Portugal a l'Oest i Aldeadávila de la Ribera al Nord.

## Demografia
| 1991 | 1996 | 2001 | 2004 |
| ---- | ---- | ---- | ---- |
| 431  | 379  | 353  | 334  |